# Melodrama World Tour
Il Melodrama World Tour è stato il secondo tour musicale della cantautrice neozelandese Lorde, in supporto del suo secondo album in studio Melodrama (2017).

## Scaletta
Questa è la scaletta del concerto del 17 ottobre 2017 a Stoccolma. Non è pertanto rappresentativa di tutti i concerti.
1. Homemade Dynamite
2. Magnets
3. Tennis Court
4. Hard Feelings
5. Buzzcut Season
6. Sober
7. The Louvre
8. Ribs
9. Liability
10. Liability (Reprise)
11. A World Alone
12. Somebody Else (cover di The 1975)
13. Supercut
14. Royals
15. Perfect Places
16. Team
17. Green Light
18. Loveless

## Artisti d'apertura
La seguente lista rappresenta il numero correlato agli artisti d'apertura nella tabella delle date del tour.
- Khalid = 1
- Anna of the North = 2
- Mermaidens = 3
- Yumi Zouma = 4
- French for Rabbits = 5
- Tapz = 6
- Drax Project = 7
- David Dallas = 8
- Matthew Young = 9
- George Maple = 10
- Run the Jewels = 11
- Tove Styrke = 12
- Mitski = 13

## Date del tour
| Data              | Città           | Stato         | Luogo                        | Artisti d'apertura |
| Europa            | Europa          | Europa        | Europa                       | Europa             |
| ----------------- | --------------- | ------------- | ---------------------------- | ------------------ |
| 26 settembre 2017 | Manchester      | Regno Unito   | O2 Apollo Manchester         | 1                  |
| 27 settembre 2017 | Londra          | Regno Unito   | Alexandra Palace             | 1                  |
| 30 settembre 2017 | Brighton        | Regno Unito   | Brighton Centre              | 1                  |
| 1º ottobre 2017   | Birmingham      | Regno Unito   | O2 Academy Birmingham        | 1                  |
| 2 ottobre 2017    | Glasgow         | Regno Unito   | O2 Academy Glasgow           | 2                  |
| 4 ottobre 2017    | Tilburg         | Paesi Bassi   | 013                          | 1                  |
| 5 ottobre 2017    | Parigi          | Francia       | Zénith di Parigi             | 1                  |
| 6 ottobre 2017    | Anversa         | Belgio        | Lotto Arena                  | 1                  |
| 8 ottobre 2017    | Lione           | Francia       | Le Transbordeur              | 1                  |
| 9 ottobre 2017    | Barcellona      | Spagna        | Sant Jordi Club              | 1                  |
| 11 ottobre 2017   | Monaco          | Germania      | Zenith                       | 1                  |
| 12 ottobre 2017   | Milano          | Italia        | Fabrique                     | 1                  |
| 14 ottobre 2017   | Colonia         | Germania      | Palladium                    | 1                  |
| 15 ottobre 2017   | Berlino         | Germania      | Tempodrom                    | 1                  |
| 17 ottobre 2017   | Stoccolma       | Svezia        | Annexet                      | 1                  |
| 18 ottobre 2017   | Oslo            | Norvegia      | Sentrum Scene                | 1                  |
| 19 ottobre 2017   | Trondheim       | Norvegia      | Høyskoledalen                | 1                  |
| Oceania           |                 |               |                              |                    |
| 7 novembre 2017   | Dunedin         | Nuova Zelanda | Dunedin Town Hall            | 3                  |
| 8 novembre 2017   | Christchurch    | Nuova Zelanda | Isaac Theatre Royal          | 4                  |
| 9 novembre 2017   | Christchurch    | Nuova Zelanda | Isaac Theatre Royal          | 5                  |
| 11 novembre 2017  | Wellington      | Nuova Zelanda | Michael Fowler Centre        | 6                  |
| 12 novembre 2017  | Auckland        | Nuova Zelanda | Bruce Mason Centre           | 7                  |
| 14 novembre 2017  | Auckland        | Nuova Zelanda | Powerstation                 | 8                  |
| 15 novembre 2017  | Auckland        | Nuova Zelanda | Powerstation                 | 9                  |
| 18 novembre 2017  | Perth           | Australia     | Pioneer Women's Memorial     | 10                 |
| 21 novembre 2017  | Sydney          | Australia     | Sydney Opera House Forecourt | 10                 |
| 22 novembre 2017  | Sydney          | Australia     | Sydney Opera House Forecourt | 10                 |
| 23 novembre 2017  | Brisbane        | Australia     | Riverstage                   | 10                 |
| 26 novembre 2017  | Melbourne       | Australia     | Sidney Myer Music Bowl       | 10                 |
| Nord America      |                 |               |                              |                    |
| 1º marzo 2018     | Milwaukee       | Stati Uniti   | BMO Harris Bradley Center    | 11 ; 12            |
| 2 marzo 2018      | Saint Louis     | Stati Uniti   | Chaifetz Arena               | 11 ; 12            |
| 3 marzo 2018      | Kansas City     | Stati Uniti   | Sprint Center                | 11 ; 12            |
| 5 marzo 2018      | Denver          | Stati Uniti   | Pepsi Center                 | 11 ; 12            |
| 8 marzo 2018      | Vancouver       | Canada        | Rogers Arena                 | 11 ; 12            |
| 9 marzo 2018      | Seattle         | Stati Uniti   | KeyArena                     | 11 ; 12            |
| 10 marzo 2018     | Portland        | Stati Uniti   | Moda Center                  | 11 ; 12            |
| 12 marzo 2018     | Sacramento      | Stati Uniti   | Golden 1 Center              | 12                 |
| 13 marzo 2018     | Oakland         | Stati Uniti   | Oracle Arena                 | 11 ; 12            |
| 14 marzo 2018     | Los Angeles     | Stati Uniti   | Staples Center               | 12                 |
| 16 marzo 2018     | Glendale        | Stati Uniti   | Gila River Arena             | 12                 |
| 18 marzo 2018     | Dallas          | Stati Uniti   | American Airlines Center     | 12                 |
| 19 marzo 2018     | Houston         | Stati Uniti   | Toyota Center                | 12                 |
| 21 marzo 2018     | Tulsa           | Stati Uniti   | BOK Center                   | 12                 |
| 23 marzo 2018     | Saint Paul      | Stati Uniti   | Xcel Energy Center           | 12                 |
| 24 marzo 2018     | Lincoln         | Stati Uniti   | Pinnacle Bank Arena          | 11 ; 13            |
| 25 marzo 2018     | Des Moines      | Stati Uniti   | Wells Fargo Arena            | 11 ; 13            |
| 27 marzo 2018     | Rosemont        | Stati Uniti   | Allstate Arena               | 11 ; 13            |
| 28 marzo 2018     | Detroit         | Stati Uniti   | Little Caesars Arena         | 11 ; 13            |
| 29 marzo 2018     | Toronto         | Canada        | Air Canada Centre            | 11 ; 13            |
| 31 marzo 2018     | Columbus        | Stati Uniti   | Schottenstein Center         | 11 ; 13            |
| 2 aprile 2018     | Filadelfia      | Stati Uniti   | Wells Fargo Center           | 11 ; 13            |
| 3 aprile 2018     | Boston          | Stati Uniti   | TD Garden                    | 11 ; 13            |
| 4 aprile 2018     | New York City   | Stati Uniti   | Barclays Center              | 11 ; 13            |
| 6 aprile 2018     | Newark          | Stati Uniti   | Prudential Center            | 11 ; 13            |
| 7 aprile 2018     | Uncasville      | Stati Uniti   | Mohegan Sun Arena            | 11 ; 13            |
| 8 aprile 2018     | Washington      | Stati Uniti   | The Anthem                   | 11 ; 13            |
| 11 aprile 2018    | Tampa           | Stati Uniti   | Amalie Arena                 | 13                 |
| 12 aprile 2018    | Miami           | Stati Uniti   | American Airlines Arena      | 11 ; 13            |
| 14 aprile 2018    | Duluth          | Stati Uniti   | Infinite Energy Arena        | 11 ; 13            |
| 15 aprile 2018    | Nashville       | Stati Uniti   | Bridgestone Arena            | 11 ; 13            |
| Europa            |                 |               |                              |                    |
| 29 maggio 2018    | San Pietroburgo | Russia        | Ice Palace                   | N.D.               |
| 31 maggio 2018    | Mosca           | Russia        | Crocus City Hall             | N.D.               |

## Cancellazioni
| Data          | Città    | Stato   | Luogo                      | Causa              |
| Asia          | Asia     | Asia    | Asia                       | Asia               |
| ------------- | -------- | ------- | -------------------------- | ------------------ |
| 5 giugno 2018 | Tel Aviv | Israele | Tel Aviv Convention Center | Proteste politiche |